# Baekuni
Baekuni (sinh năm 1961), còn được gọi là Babe, là một kẻ giết người hàng loạt người Indonesia. Baekuni còn lạm dụng tình dục một số bé trai.

## Đầu đời
Baekuni là con của một nông dân nghèo ở Magelang, Trung Java, Baekuni thường bị chế giễu là "kẻ ngốc" vì thường xuyên không đến lớp. Không thể chịu đựng được những lời xúc phạm, Baekuni đã rời bỏ trường học và trốn đến Jakarta. Anh sống ở Quảng trường Banteng, cho đến một ngày anh bị một tên côn đồ cưỡng bức. Vụ việc này ảnh hưởng đến khuynh hướng của Baekuni đối với bệnh ấu dâm và bệnh ái tử thi.

## Gây án
Năm 1993, Baekuni bắt đầu cưỡng hiếp trẻ em đường phố trong độ tuổi từ 4 đến 14. Baekuni bị bắt tại tư dinh Nhà thờ Hồi giáo Gang Haji Dalim ở Đông Jakarta vào ngày 9 tháng 1 năm 2010, sau khi một trong những nạn nhân khiếu nại 'cha mẹ của một nạn nhân 9 tuổi tên là Ardiansyah, người đã biến mất. Thi thể bị cắt được tìm thấy vào ngày 8 tháng 1 năm 2010 và phần đầu được tìm thấy một ngày sau đó.

## Kết án
Baekuni bị kết án tù chung thân vào ngày 6 tháng 10 năm 2010 bởi một thẩm phán Tòa án quận Đông Jakarta. Anh ta đã kháng cáo lên Tòa án Tối cao Jakarta, người sau đó đã kết án anh ta tử hình. Các luật sư sau đó đã kháng cáo quyết định của Tòa án Tối cao. Tòa án tối cao đã bác bỏ đơn kháng cáo của Baekuni và cho rằng anh ta phạm tội giết 14 cậu bé và cắt thi thể 4 người trong số họ.